# 東京都庁小包爆弾事件
東京都庁小包爆弾事件（とうきょうとちょうこづつみばくだんじけん）とは、1995年5月16日に発生したテロ事件。オウム真理教が東京都知事青島幸男宛に小包爆弾を送り、東京都新宿区の東京都庁舎内で爆発させ都職員に重傷を負わせた殺人未遂事件である。

## 犯行
1995年（平成7年）5月16日19時頃、東京都庁舎の知事秘書室で、当時44歳の東京都庁職員の男性が青島幸男知事宛の小包の梱包を開封し、中に入っていた単行本を開いたところ、突然本が爆発した。都職員の男性は左手の指全てと、右手の親指が吹き飛ぶ重傷を負った。
小包の中には、中心部分をくりぬいた単行本（タイトルは『日本復興』）が入っており、その中にRDXという爆薬を詰め、開封と同時に爆発する仕組みになっていた。

## 犯人・動機
同日に別件で逮捕された麻原彰晃から「石油コンビナートを破壊するなどのテロを起こして捜査を攪乱しろ」と、指示を受けた井上嘉浩らが計画したが、麻原の都庁への爆弾送付について指示や同意が確認できなかったため、裁判では井上が首謀者とされた。犯行に関与したのは井上のほか八王子アジトに潜伏していた中川智正、富永昌宏、豊田亨、高橋克也であった（加えて菊地直子も、事件発生から17年後の2012年に爆弾の材料を隠して運搬していたことで逮捕・起訴されたが、2017年に最高裁判所で無罪の確定判決）。警察の捜査の撹乱、麻原彰晃の逮捕を防ぐために実行されたものだが、最終的に麻原は同日に逮捕された。
爆薬は中川と豊田が、起爆装置は高橋が製造し、富永が5月11日に新宿区内から投函した。宛先は東京都知事公館であったが、青島知事が入居前であったため、郵便物はすべて都庁に転送されていた。
青島知事を狙ったのは、オウム真理教の宗教法人の所轄庁が東京都で（1989年8月25日認可）、宗教法人法による解散請求問題が浮上していたからである。また、世界都市博覧会の中止（事件時点では中止は未確定）に対する嫌がらせと勘違いして捜査や報道が混乱するように、差出人を都市博中止反対派の都議会議員の名前としていたため、当初は実際に世界都市博覧会の中止反対派の仕業だと報道されるなどの混乱が生じていた。
本件は、オウム真理教が日本で起こした最後の事件である（2000年には、ロシアの信者によるテロ未遂であるシガチョフ事件が発覚している）。